# Zatoka małżowiny dobrzusznej
Zatoka małżowiny dobrzusznej (łac. sinus conchae ventralis) – jedna z zatok przynosowych.
Zatoka ta leży w tylnej części małżowiny dobrzusznej.
Zatokę tą obserwuje się u bydła domowego, trzody chlewnej oraz u konia. U tego ostatniego gatunku zatoka ta nawiązuje połączenie z zatoką szczękową, a dokładniej z jej przednią częścią, zatoką szczękową donosową.
U człowieka małżowina nosowa dolna, zbudowana całkowicie z kości zbitej, nie tworzy zatok.